# SS Conte Rosso
Le SS Conte Rosso est un paquebot italien actif au XXe siècle. 
Nommé d'après Amadeus VII, comte de Savoie, le soi-disant « comte rouge », le Conte Rosso fut réputé pour sa somptueuse décoration intérieure italienne. Notamment parce qu'une grande partie de sa navigation se faisait dans des eaux chaudes, les concepteurs influèrent une salle à manger extérieure, inhabituelle pour les navires de cette époque. Son navire jumeau était le SS Conte Verde.

## Historique
Le paquebot a été construit aux chantiers William Beardmore and Company de Glasgow pour le compte de la compagnie italienne Lloyd Sabaudo (en). Il est entré en service en 1922 en transportant des passagers entre l'Italie et New York. Il fut le premier nouveau paquebot transatlantique construit après la Première Guerre mondiale et le plus grand paquebot italien à ce jour. 

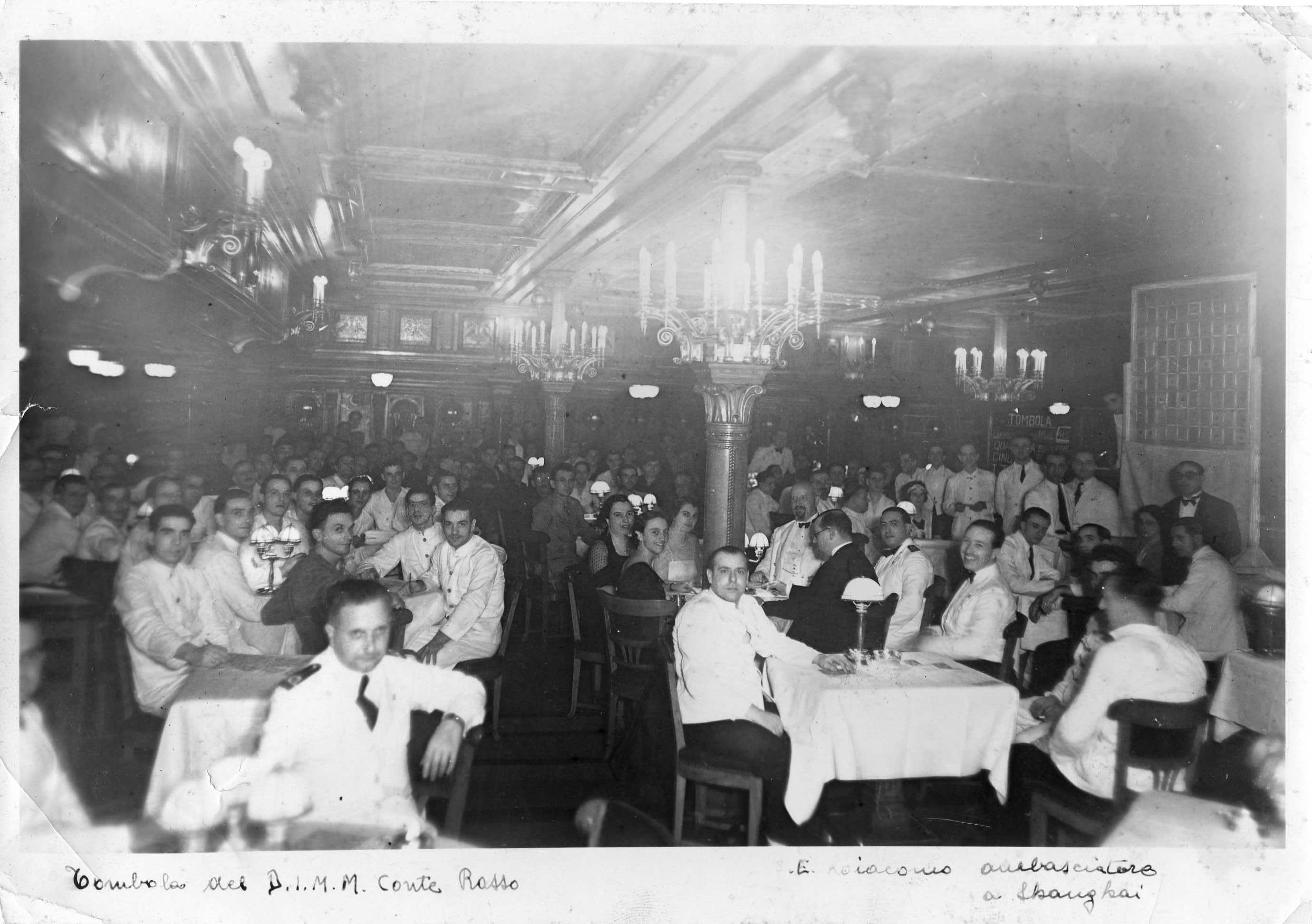
Salle à manger du Conte Rosso.

En 1928, il fut remplacé sur la route de New York par le nouveau SS Conte Grande et commença donc le service entre l'Italie et l'Amérique du Sud. Il fut acquis par l'Italian Line en 1932. La même année débute la desserve Trieste - Bombay - Shanghai, devenant ainsi l'une des principales voies d'émigration pour la population juive d'Allemagne et d'Autriche car Shanghai était l'un des rares endroits qui ne nécessitaient pas de visas d'émigration payés. Il a également servi brièvement comme transport de troupes italien pendant la deuxième guerre italo-éthiopienne dans les années 1930. 
Le 31 janvier 1925, Antonietta Gigliobianco, 19 ans, est mystérieusement tombée par-dessus bord ; il laisse derrière lui son fils Ernesto, deux ans. Après avoir été remis à l'aumônier du navire, un tollé médiatique s'ensuivit à New York. 
Pendant la Seconde Guerre mondiale, il fut utilisé comme transport de troupes par le gouvernement italien jusqu'au 24 mai 1941, date à laquelle il fut torpillé et coulé par le sous-marin britannique HMS Upholder, commandé par le capitaine Malcolm David Wanklyn. Le paquebot convoyait de Naples à Tripoli. Alors qu'il effectuait ses manœuvres d'approche, l'Upholder fut frôlé par un contre-torpilleur de la classe Freccia qui ne le vit pas. Wanklyn tira ses torpilles et plongea à 150 pieds (45,72 m) avant d'entendre deux explosions. Le navire portant le pavillon du contre-amiral Francesco Canzoneri coula avec 2 279 soldats et membres d’équipage — dont 1 432 survécurent — à une cinquantaine de kilomètres à l'est de la commune sicilienne de Portopalo di Capo Passero.